# Miura (Kanagawa)
Miura (三浦市 Miura-shi?) es una ciudad en la prefectura de Kanagawa, Japón, localizada en el centro-este de la isla de Honshū, en la región de Kantō. Tenía una población estimada de 41 807 habitantes el 1 de septiembre de 2020 y una densidad de población de 1304 personas por km².

## Geografía
Miura está localizada en el extremo sur de la península de Miura, en el sureste de la prefectura de Kanagawa. Limita con la ciudad de Yokosuka al norte y está rodeada por océano Pacífico en tres lados, la bahía de Sagami al oeste, la isla de Jōgashima, con la cual está conectada a la ciudad por un puente, y el canal de Uraga (bahía de Tokio) al este. Es un destino popular para el turismo de fin de semana. El faro de Jōgashima fue construido por el ingeniero francés Léonce Verny a fines del siglo XIX.

## Historia
El área de Miura moderna ha estado habitada desde tiempos prehistóricos. Los arqueólogos han descubierto numerosos restos de los periodos paleolíticos Jōmon y Yayoi. Desde finales del período Heian hasta el final del período Sengoku, el área fue gobernada por el clan Miura. Durante el período Edo era un territorio gobernado directamente por el shogunato Tokugawa.
Después de la restauración Meiji, el 1 de abril de 1889 fue creado el pueblo de Misaki dentro del distrito de Miura, Kanagawa. Fue electrificada en 1913, pero no tenía agua corriente hasta 1934. El área se sacudió gravemente durante el gran terremoto de Kantō de 1923, que tuvo su epicentro en la bahía de Sagami, a pocos kilómetros de la ciudad.
El 1 de enero de 1955, Misaki absorbió el pueblo vecino de Minami-Shitaura y la vila de Hasse para crear la ciudad de Miura. La ciudad se conectó a la metrópoli de Tokio por ferrocarril el 7 de julio de 1966 con la apertura de la estación de Miurakaigan en las afueras de la ciudad. La línea se extendió a la estación de Misakiguchi el 26 de abril de 1975, pero los planes para extender aún más la línea al centro de la ciudad han sido abandonados.

## Economía
La economía de la ciudad está dominada por la pesca comercial, centrada en el puerto de Misaki, el 18º puerto pesquero más importante de Japón, y el segundo por su captura de atún. Misaki es un importante puerto pesquero especializado principalmente en el procesamiento de atún. El puerto también tiene un muelle que puede acomodar veleros de puertos deportivos vecinos. La agricultura sigue siendo importante para la economía local, especialmente la sandía y el daikon.

## Demografía
Según los datos del censo japonés, la población de Miura ha disminuido constantemente en los últimos 70 años.
| Gráfica de evolución demográfica de Miura entre 1940 y 2015 |
|                                                             |
| Oficina de Estadística de Japón                             |

## Ciudades hermanas
- Suzaka, Nagano, Japón;
- Warrnambool, Victoria, Australia.[8]